# Алфа Банк
 Тази статия е за банката в Гърция.  За банката в Русия вижте Алфа-банк.  
„Алфа Банк“ (Alpha Bank) е втората по големина банка в Гърция.
Има офиси в Гърция (414), както и в Кипър, Румъния, Сърбия, Украйна, Албания (45), Северна Македония и Великобритания.

## История в Гърция
„Алфа Банк“ е основана през 1879 г. от Йоанис Костопулос. Той създава малка търговска фирма в гр. Каламата. През 1918 г. банковият отдел на „Й. Ф. Костопулос“ е преименуван на „Банка на Каламата“. През 1924 г. централният офис на банката се премества в Атина и тя се преименува на „Banque de Credit Commercial Hellenique“.
През 1947 г. името на банката е променено на „Commercial Credit Bank“, през 1972 г. – на „Credit Bank“, а през март 1994 г. – на „Alpha Credit Bank“.
През последните няколко десетилетия банката се разраства значително. Освен предлагането на типичните банкови услуги и продукти, тя постепенно се превръща във водеща корпорация предлагайки широк кръг от финансови услуги.
През 1999 г. банката придобива 51% от акциите на Йонийската банка. На 11 април 2000 г. сделката по поглъщането е окончателно одобрена. Името на новата мегабанка е Alpha Bank.
На 1 февруари 2013 г., в съответствие със споразумението за придобиване от 16 октомври 2012 г. във връзка с продажбата на Emporiki Bank S.A. от Credit Agricole S.A. на Alpha Bank A.E. и полученото одобрение от централните банки на Гърция и Кипър и органите, занимаващи се със защита на конкуренцията, Credit Agricole прехвърли на Alpha Bank целия дялов капитал на Emporiki.

## Дейност в България
През септември 1995 г. Йонийската и народна банка на Гърция открива клон в София. През декември 2000 г. в резултат на поглъщането на Йонийската банка от Alpha Bank клонът в София се преименува на „Alpha Bank – клон София“. Във връзка с разрастването на дейността в България през 2007 г. той се преименува на „Alpha Bank – клон България“.
Заради финансови затруднения на първоначалния инвеститор „Алфа Банк“ придобива строящата се сграда на булевард „Цариградско шосе“ № 99, която след завършването ѝ през 2011 година използва за централен офис на клона си в България.
През август 2011 г. е обявено подготвяно сливане на гръцките банки „Юробанк“ (с дъщерната си „Пощенска банка“ в България) и „Алфа банк“. При това сливане е щяла да възникне третата банка по активи в България (близо 8 млрд. лв.) след „Уникредит Булбанк“ (11,4 млрд. лв.) и „Банка ДСК“ (около 8,5) и преди ОББ. Проектът за сливане е спрян през 2012 г.
През ноември 2011 г. е обявено, че е установена липсата на 21 млн. лв. от български клон на банката. Липсата на парите е установена в банката през май предната 2010 година. За обира е обвинен главният касиер на банката Петко Митевски.
Според прокуратурата парите са изнесени от банката в периода 2008 – май 2010 г. Все още се работи по 3 версии за обира и за това къде са отишли парите.
На 1 март 2016 г. е подписан договор за прехвърляне на търговското предприятие и дейността на Алфа Банк – клон България на Юробанк България АД (Пощенска банка). По силата на подписания договор, всички права и задължения на Алфа Банк – клон България по сключените договори с клиенти, се прехвърлят на Пощенска банка.